# کلیتون، ویکتوریا
کلیتون (به انگلیسی: Clayton) یک منطقهٔ مسکونی در استرالیا است که در ویکتوریا (استرالیا) واقع شده‌است.